# Jane’s Addiction
A Jane's Addiction amerikai alternatív rock-zenekar, mely 1985-ben alakult és időközben többször szüneteltette tevékenységét. A Perry Farrell énekes vezette együttes aktuális felállása 2010 nyarán kezdte meg a koncertezést és új lemezen dolgozik. A zenekar stílusában keverednek a hard rock, a punk, a folk és a jazz stíluselemei és mindmáig az alternatív rockzenei körök egyik legfontosabb ihletőjének tartják az együttest.
A zenekar elnevezése a zenekar-alapító Perry Farrell egykori lakótársának nevére (Jane Bainter) és drog-függőségére utal. Ez az utalás ismételten megjelenik a zenekar egyik legkorábbi dalának címében is (Jane Says), mely első lemezükön szerepel.

## Történet

### A zenekar fénykora (1985-1991)
Az együttest Perry Farrell alapította 1985-ben Los Angelesben, amikor korábbi együttese, a Psi-com számára keresett új tagokat. Ekkor ismerkedett meg Eric Avery bőgőssel, akivel már nem a régi zenekar feltámasztására törekedett, hanem eleinte változó további tagokkal létrehozta a Jane's Addiction együttest. Az állandó, első klasszikus felállása a zenekarnak akkor érkezett el, amikor csatlakozott Stephen Perkins dobos, majd Dave Navarro gitáros. Ez a kvartett a Los Angeles-i klubélet egyik legforróbb együttesének számított a nyolcvanas évek közepén. Így természetes volt, hogy több kiadó is érdeklődni kezdett a zenekar iránt. Ennek ellenére első anyagukat a Triple X Records független lemezkiadónál jelentették meg. A felvétel (Jane's Addiction) egy 1987-es koncert során született meg a híres Los Angeles-i szórakozóhely, a Roxy világot jelentő deszkáin.
Az első sikerek nyomán a Warner Bros. lemezcég kínált számukra szerződést, melynek eredménye az 1988-as Nothing's Shocking című lemez lett. A lemez elnevezése jól utalt a zenekar hozzáállására is: a provokatív stílusáról közismert Farrell a zenekar lemezborítóit is maga tervezte. Az 1988-as lemez borítójára például egy meztelen női sziámi ikerpár került.
A következő albummal (Ritual de lo Habitual) megjött a pénzügyi siker is és az album az USA-ban aranystátuszt ért el. Azonban a sikerek felemésztették az együttest. Az 1991-es év nemcsak az együttes legnagyobb koncert-körútját hozta el, de egyben Perry Farrell megszervezte a Lollapalooza fesztivált is. Ezt az 1997-ig rendszeresen megrendezett, a különböző műfajokon átívelő, de alapvetően alternatív zenei vándor-fesztivált szánta Farrell az együttes búcsú koncert-körútjának. A szakításban nemcsak az anyagi kérdések játszottak közre, hanem egy Farrell és Avery között húzódó személyes ellentét is. Ennek kirobbantója Farrell barátnője volt: egy váratlan pillanatban elmesélte az énekesnek, hogy a basszusgitáros kikezdett vele, aminek nyomán Farrell lezárta magában barátságát Averyvel.
A szakítást követően Farrell és Perkins életre hívta az alternatív zenei élet egyik újabb siker-együttesét, a Porno for Pyros zenekart. Avery és Navarro eleinte együtt kísérletezett, közös projektjük ('Deconstruction') egy lemez erejéig élt tovább (Deconstruction, 1994). Ezt követően Navarro a Red Hot Chili Peppers együtteséhez csatlakozott.

### Rövid feltámadás: 1997
Elsősorban Navarro kapcsolata révén az RHCP basszusgitárosa, Flea és a gitáros 1997-ben csatlakozott az éppen felbomlóban lévő Porno for Pyros együtteshez, hogy közösen rögzítsenek egy számot Howard Stern amerikai rádiós guru önéletrajzi ihletettségű filmjéhez. A Private Parts filmzene-lemezen a Hard Charger című szám nyomán merült fel az ötlete néhány újabb Jane's Addiction fellépésnek is, mely során Flea helyettesítette Averyt, aki nem kívánt csatlakozni korábbi zenésztársaihoz (Relapse Tour). A Flea-vel való együttműködésből egy válogatáslemez született (Kettle Whistle), melyhez két új számot írt a zenekar.
Ezt követően ismét önálló utakon jártak a zenekar tagjai. Farrell 2001-ben jelentette meg első szólóanyagát (Song Yet to Be Sung), míg Navarro is önálló lemezzel jelentkezett ebben az évben (Trust No One).

### AStrayslemez és az újabb szakítás (2001-2004)
Ugyanakkor 2001-ben a Porno for Pyros egykori basszusgitárosával, Martyn Lenoble-el igyekeztek a Jane's Addiction-t megújítani, de ez a kísérlet nem bizonyult túl sikeresnek. Így 2002 közepén Farrell, Navarro és Perkins öt év szünet után ismét együtt vonult stúdióba, hogy közös új anyagot rögzítsenek. A basszusgitárt a korábban Tommy Lee és Alanis Morissette zenekarában is játszó Chris Chaney vette kezébe, míg a lemez produceri munkálatait Bob Ezrin (Pink Floyd, Kiss, Aerosmith) vállalta. A 2003-ban megjelentetett Strays albummal egyidejűleg Farrell ismét lelket csiholt a Lollapalooza fesztiválba is. Az új album első kislemeze, a Just Because komoly sikert hozott a zenekarnak, ugyanakkor az albumon szereplő Superhero című szám még ismertebb lett, mivel az amerikai HBO egyik induló sorozatának, a Törtetőknek a főcímdalává választották.
A siker azonban nem tartott sokáig: a 2003-as világturnét már nem fejezte be az együttes. Még az év vége előtt bejelentették a feloszlást. Az újabb szakítást követően a zenekar tagjai különböző projektek megvalósításában kezdtek: A ritmus-szekció (Navarro, Perkins és Chaney) egy új énekes, Steve Isaacs bevetésével kísérletezett. Az együttműködés ('The Panic Channel') egy lemezt eredményezett (ONe, 2006). Ezzel szemben Farrel az Extreme gitárosával, Nuno Bettencourt-tal hozta létre a szintén tiszavirág életű 'The Satellite Party' nevű együttesét, mely szintén egy korongot jelentett meg (Ultra Payloaded, 2007). A zenekar eredeti basszusgitárosa, Eric Avery pedig ekkor jelentette meg első szólóanyagát (Help Wanted, 2008).

### A legújabb fejezet (2008-)
A zenekar legendás felállása, Perry Farrell, Dave Navarro, Eric Avery és Stephen Perkins 1991 után először 2008. április 23-án állt ismét színpadra, hogy részt vegyen az NME (National Music Express) Awards amerikai gáláján. Itt egy díj átvételekor (Godlike Genius Award) játszott el négy klasszikus számot az együttes (köztük a "Mountain Song"-ot és a "Jane Says" akusztikus verzióját).
Ezt követően 2008 novemberében és 2009 februárjában Los Angelesben két klubkoncert erejéig állt színpadra a zenekar, majd 2009. április 11-én Farrell 50. születésnapján a négy eredeti zenekar-tag, valamint a Porno for Pyros tagjai együtt köszöntötték az énekest. 2009 nyarán pedig a Jane's Addiction és a Nine Inch Nails közös, 23 állomásból álló amerikai koncert-körútra indult.
A zenekar újjáalakulásának egyik csúcspontját jelentette a 2009-es Lollapalooza fesztivál, amelyen alapítása óta 1991 után ekkor játszott először 'headliner' szerepet a Jane's Addiction és a ráadás során nemcsak a zenekari tagok családja, de az Aerosmith gitárosa, Joe Perry is csatlakozott hozzájuk. Még ebben az évben jelentette meg az együttes A Cabinet of Curiosities című box-setjét, mely korai demo-felvételeket, ritkaságokat, újrakevert számokat és élő koncertfelvételeket tartalmaz.
Perry Farrell 2010 januárjában jelentette be, hogy az együttes még ebben az évben megkezdi az új nagylemezének munkálatait, azonban a basszusgitáros személye körül kérdések merültek fel, mivel egy szilveszteri bulin is a Strays nagylemezen játszó, korábbi bőgős Chris Chaney helyettesítette Avery-t, aki ezt követően egy közös fotózáson sem jelent meg. Sőt már a legfrissebb újjáalakulás kapcsán is csak az utolsó pillanatban csatlakozott a három zenekar-alapító tagtársa mellé és ekkor is azt hangoztatta, hogy egyedül a múlt iránti tisztelet és nem annak újjáteremtése miatt áll be társai mellé. A megkezdett ausztráliai körút végén a zenekar eredeti basszusgitárosa, Eric Avery végül bejelentette, hogy nem kíván az új anyagon együttműködni és inkább saját második szólólemezének szenteli magát. A megoldást a zenekar gyorsan megtalálta: a korábbi Guns N’ Roses és Velvet Revolver basszeros, Duff McKagan került az együttesbe, aki Perry Farrell 51. születésnapján mutatkozott be a sajtónak is és lépett fel először a zenekarral.
Az új felállású együttes első teljes estés koncertjére 2010. július 2-án került sor a legendás Roxy klubban, Hollywoodban, ahol a zenekar első nagylemezének (Jane's Addiction) anyagát is rögzítették. Időközben az együttes - egy Farrell interjú szerint - már hét számot rögzített és elképzelhető, hogy a 2011-re várt lemez a The Great Escape Artist címet kapja. Addig is azonban a zenekar megjelentette első koncert dvd-jét Live Voodoo címmel, mely 2010 augusztusában került a rajongókhoz.
Duff McKagan 2010. szeptember 6-án bejelentette, hogy alig öt hónap közös munka után elhagyja az együttest. A fő ok - Farrell elmondása szerint - a zenei különbségekben rejlett. Hosszabb hallgatást követően végül 2011 elején bejelentették: a basszusgitárt a tervbe vett új lemez munkálatai alatt David Sitek producer, a TV on the Radio experimentális rock-együttes alapító-tagja és zenei agya veszi majd kezelésbe.
Az új felállásban meg is indultak az új lemez felvételei, mely a The Great Escape Artist címet kapta és melyről 2011 áprilisában az első számot honlapján közzé is tette az együttes. Az új dal elhangzott a zenekar fellépésén a Google által San Franciscóban szervezett konferencia after-partyján is. Végül maga a nagylemez 2011. október 18-án jelent meg. Ennek népszerűsítésére 2012-ben megkezdték a Theatre of the Escapists Tour elnevezésű koncertsorozatot, miközben Perry Farrell nem zárta ki annak lehetőségét sem, hogy magának a nagylemeznek a tematikáját folytatják egy következő albumon is.

## Tagok
- Perry Farrell – ének (1985–1991, 1997, 2001–2004, 2009–napjainkig)
- Dave Navarro – szóló- és ritmusgitár, billentyűs hangszerek (1986–1991, 1997, 2001–2004, 2009–napjainkig)
- Stephen Perkins – dobok (1986–1991, 1997, 2001–2004, 2009–napjainkig)
- David Sitek – basszusgitár (2011–napjainkig)

### Korábbi tagok
- Eric Avery – basszusgitár (1985–1991, 2008–2010)
- Duff McKagan – basszusgitár, háttérének (2010)
- Flea – basszusgitár (1997)
- Martyn LeNoble – basszusgitár (2001–2002)
- Chris Chaney – basszusgitár (2002–2004)
- Chris Brinkman – gitár (1985–1986)
- Ed Dobrydnio – gitár (1986)
- Mark Pritchard – gitár (1986)
- Matt Chaikin – dobok (1985–1986)

## Diszkográfia

### Nagylemezek
- 1987: Jane's Addiction
- 1988: Nothing's Shocking
- 1990: Ritual de lo habitual
- 2003: Strays
- 2011: The Great Escape Artist

### Válogatások
- 1991: Live and Rare
- 1997: Kettle Whistle
- 2006: Up From the Catacombs: The Best of Jane's Addiction
- 2009: A Cabinet of Curiosities

### Kislemezek
- 1988: Jane Says
- 1989: Mountain Song
- 1989: Ocean Size
- 1990: Stop!
- 1991: Been Caught Stealing
- 1991: Three Days
- 1991: Classic Girl
- 1991: Ripple
- 1997: Jane Says
- 1997: So What!
- 2003: Just Because
- 2003: True Nature
- 2011: End to the Lies
- 2011: Irresistible Force
- 2011: Underground

### DVD
- 2010: Live Woodoo